# Ozark Henry
Ozark Henry, pseudonimo di Piet Hendrik Florent Goddaer (Courtrai, 29 aprile 1970), è un cantautore e musicista belga.

## Biografia
Ha debuttato nel 1996 col suo primo album, I'm Seeking Something That Has Already Found Me, che fu definito "debutto dell'anno" da David Bowie ma tuttavia non ottenne un notevole successo discografico. Due anni dopo, nel 1998, è uscito suscitando maggior successo di pubblico This Last Warm Solitude, dapprima in Belgio e in seguito, nel 1999, da Paesi Bassi, Germania e Francia, riuscendo anche a vincere il Zamu Award come "miglior cantautore".
Il terzo album, Birthmarks, è uscito nel 2001 per l'etichetta discografica Sony e ha definitivamente consacrato la notorietà di Ozark Henry nel Belgio grazie al successo dei singoli Rescue e Sweet Instigator, entrambi certificati disco di platino. In seguito a questo lavoro ha vinto altri due Zamu Award, come "Miglior artista pop rock" e "Miglior produttore". Nel 2002 realizza la colonna sonora di Sedes and Belli.
Nel 2004 esce il suo quarto disco, intitolato The Sailor Not the Sea, certificato disco d'oro, grazie al quale ha vinto un altro Zamu Award come "Miglior cantautore". Due anni dopo, il 2006, è l'anno di The Soft Machine, il suo quinto disco, e nel 2007 pubblica la sua prima raccolta, A Decade. Sempre in questi anni incide due nuove colonne sonore, per i film Crusuade in Jeans e To Walk Again.
Il sesto album, Hvelrki, è stato pubblicato nel 2010, così come la sua seconda raccolta The Essential che riunisce tutti i suoi singoli.
Nel 2013 ritrova la notorietà internazionale, imponendosi anche in paesi prima mai raggiunti dalla sua musica tra cui l'Italia, grazie al singolo I'm Your Sacrifice, diventata una vera e propria hit e incisa insieme ad Amaryllis Uitterlinden e contenuta nel suo settimo album, Stay Gold. Nel 2014 duetta con la cantante italiana Elisa nel singolo We Are Incurable Romantics.

## Discografia

### Album in studio
- 1996 - I'm Seeking Something That Has Already Found Me
- 1998 - This Last Warm Solitude
- 2001 - Birthmarks
- 2004 - The Sailor Not the Sea
- 2006 - The Soft Machine
- 2010 - Hvelreki
- 2013 - Stay Gold
- 2017 - Us

### Album dal vivo
- 2008 - Grace

### Raccolte
- 2007 - A Decade
- 2010 - The Essential

### Colonne sonore
- 2002 - Sedes & Belli - The Music
- 2006 - Kreuzzug in Jeans
- 2007 - To Walk Again
- Le monde nous appartient, regia di Stephan Streker (2012)

## Premi e riconoscimenti
Premio Magritte
2014 - Migliore colonna sonora per Le monde nous appartient